# Werner Koch
Werner Koch, född 11 juli 1961, är en tysk fri programvara-programmerare. Han är mest känd för att vara huvudförfattare till GNU Privacy Guard. Koch är medlem i Free Software Foundation Europe.